# Хейнс, Веррон
Веррон Ульрик Хейнс (англ. Verron Ulric Haynes, 17 февраля 1979, Тринидад и Тобаго) — профессиональный футболист, раннинбек. Выступал в НФЛ за «Питтсбург Стилерз» и «Атланту Фэлконс». Победитель Супербоула XL.

## Биография
Веррон Хейнс родился 17 февраля 1979 года в семье спортсмена Ульрика Хейнса, выступавшего за сборную Тринидада и Тобаго по крикету. Позднее он переехал в Нью-Йорк, а затем в Санди-Спрингс в Джорджии. В футбол Хейнс начал играть на второй год обучения в старшей школе и быстро стал одним из лидеров команды, выходившей в плей-офф чемпионата штата. 

### Любительская карьера
После окончания школы Веррон получил спортивную стипендию в университете Западного Кентукки. Там он провёл один сезон, вместе с командой дойдя до полуфинала турнира в дивизионе I-AA. Затем Хейнс перешёл в университет Джорджии, команда которого выступала в дивизионе выше уровнем. В составе «Джорджии» он отыграл три сезона. В 2001 году его тачдаун принёс команде первую за двадцать лет выездную победу над принципиальными соперниками из «Теннесси».

#### Статистика выступлений в NCAA
| Сезон | Команда           | Игры | Приём | Приём | Приём | Приём | Вынос | Вынос | Вынос | Вынос |
| Сезон | Команда           | Игры | Rec   | Yds   | Y/A   | TD    | Att   | Yds   | Y/A   | TD    |
| ----- | ----------------- | ---- | ----- | ----- | ----- | ----- | ----- | ----- | ----- | ----- |
| 1999  | Джорджия Буллдогс | 10   | 0     | 0     | 0,0   | 0     | 1     | 1     | 1,0   | 0     |
| 2000  | Джорджия Буллдогс | 11   | 0     | 0     | 0,0   | 0     | 10    | 46    | 4,6   | 1     |
| 2001  | Джорджия Буллдогс | 10   | 19    | 242   | 12,7  | 2     | 126   | 691   | 5,5   | 7     |
| Всего | Всего             | 31   | 19    | 242   | 12,7  | 2     | 137   | 738   | 5,4   | 8     |

### Профессиональная карьера
На драфте НФЛ 2002 года Хейнса в пятом раунде под общим 166 номером выбрали «Питтсбург Стилерз». В составе команды он провёл шесть сезонов в статусе запасного раннинбека, сыграл в 61 матче и набрал 738 ярдов. В сезоне 2005 года Веррон вместе с командой стал победителем Супербоула XL. «Питтсбург» он покинул перед началом чемпионата 2008 года. Пропустив сезон, он вернулся в НФЛ в апреле 2009 года, заключив контракт с «Атлантой». В 2010 году Хейнс завершил спортивную карьеру

#### Статистика выступлений в НФЛ

##### Регулярный чемпионат
| Сезон | Команда           | Игры | Приём | Приём | Приём | Приём | Вынос | Вынос | Вынос | Вынос |
| Сезон | Команда           | Игры | Rec   | Yds   | Y/A   | TD    | Att   | Yds   | Y/A   | TD    |
| ----- | ----------------- | ---- | ----- | ----- | ----- | ----- | ----- | ----- | ----- | ----- |
| 2002  | Питтсбург Стилерз | 14   | 3     | 10    | 3,3   | 0     | 10    | 51    | 5,1   | 0     |
| 2003  | Питтсбург Стилерз | 12   | 7     | 57    | 8,1   | 0     | 20    | 63    | 3,2   | 0     |
| 2004  | Питтсбург Стилерз | 13   | 18    | 142   | 7,9   | 2     | 55    | 272   | 4,9   | 0     |
| 2005  | Питтсбург Стилерз | 14   | 11    | 113   | 10,3  | 0     | 74    | 274   | 3,7   | 3     |
| 2006  | Питтсбург Стилерз | 7    | 18    | 95    | 5,3   | 0     | 15    | 78    | 5,2   | 0     |
| 2007  | Питтсбург Стилерз | 1    | 1     | 12    | 12,0  | 0     | 0     | 0     | 0,0   | 0     |
| 2009  | Атланта Фэлконс   | 7    | 3     | 20    | 6,7   | 0     | 0     | 0     | 0,0   | 0     |
| Всего | Всего             | 68   | 61    | 449   | 7,4   | 2     | 174   | 738   | 4,2   | 3     |

##### Плей-офф
| Сезон | Команда           | Игры | Приём | Приём | Приём | Приём | Вынос | Вынос | Вынос | Вынос |
| Сезон | Команда           | Игры | Rec   | Yds   | Y/A   | TD    | Att   | Yds   | Y/A   | TD    |
| ----- | ----------------- | ---- | ----- | ----- | ----- | ----- | ----- | ----- | ----- | ----- |
| 2004  | Питтсбург Стилерз | 2    | 2     | 16    | 8,0   | 0     | 6     | 36    | 6,0   | 0     |
| 2005  | Питтсбург Стилерз | 4    | 3     | 22    | 7,3   | 0     | 6     | 56    | 9,3   | 0     |
| 2007  | Питтсбург Стилерз | 1    | 0     | 0     | 0,0   | 0     | 0     | 0     | 0,0   | 0     |
| Всего | Всего             | 7    | 5     | 38    | 7,6   | 0     | 12    | 92    | 7,7   | 0     |

### После футбола
После окончания карьеры Хейнс в течение трёх лет работал комментатором на канале ESPN International. После ухода с телевидения он работал в инвестиционном банке Morgan Stanley, участвовал в разработке экономических программ для молодых спортсменов.